# Cleofis
Cleofis (sànscrit: Kripa) va ser una figura clau en la guerra entre el poble assacà i Alexandre el Gran. Després de la mort d'Assacà, senyor de la guerra dels assacans, durant la batalla que l'enfrontà amb Alexandre el 326 AC, Cleofis, la seva mare, assumí el comandament de les tropes i va negociar un acord que li permeté mantenir el seu estatus. Contes posteriors afirmen que Cleofis tingué un fill d'Alexandre, tot i que aquesta teoria ha estat desestimada pels historiadors.
Els assacans (anomenats ashvakas en sànscrit, de la paraula ashva, que significa "cavall") eren un poble que vivia en part de les valls de Swat i Buner a l'actual Pakistan en forma de clans rebels i ferotgement independents que resistien la subjugació.

## La guerra d'Alexandre amb els assacans
El 326 AC, les campanyes d'Alexandre a l'oest del riu Indus l'enfrontaren amb els assacans. Per tal de defensar la seva terra natal, van reunir un exèrcit de 20.000 genets, 38.000 efectius d'infanteria i 30 elefants, segons l'escriptor clàssic Quint Curci Ruf, així com un contingent de 7.000 mercenaris Kamboges reclutats a Abhisara.
Després de perdre la batalla, els assacans van tornar a la ciutat fortificada de Massaga, on els combats van continuar durant cinc dies (o nou dies, segons Curti). Va ser durant aquesta batalla que Assacà va morir i Cleofis va assumir el comandament, reunint les dones assacanes per lluitar i liderant la defensa continuada de la ciutat.
Finalment, però, Cleofis va veure que la derrota era inevitable. Es va posar d'acord amb els invasors i va abandonar Massaga amb els seus seguidors. Diodor Sícul diu: "Cleofis va enviar preciosos regals a Alexandre amb un missatge en què expressava el seu reconeixement per la grandesa d'Alexandre i li assegurava que compliria els termes del tractat." Segons Curti i Arrià, Cleofis va ser capturada. juntament amb la seva jove neta.
Les represàlies d'Alexandre contra el derrotats assacens van ser greus. Va incendiar Massaga. Victor Hansen escriu que: "Després de prometre perdonar la vida als assacens que capituléssin, va executar tots els soldats que s'havien rendit. Les seves fortaleses a Ora i Aornus també van ser assaltades. Les guarnicions probablement van ser sacrificades en la seva totalitat."
A més, Alexandre va perseguir els mercenaris de Kamboj, els va envoltar en un turó i els va matar a tots. Diodor descriu l'esdeveniment amb detall: "... Les dones, prenent els braços dels caiguts, van lluitar colze a colze amb els seus homes. En conseqüència, algunes que havien aconseguit armes van fer tot el possible per tapar els seus marits amb els seus escuts, mentre que d'altres, que no tenien armes, van fer molt per impedir l'enemic llançant-se sobre ells i agafant els seus escuts ".

## Cleofis i Alexandre
Els escriptors clàssics posteriors, inclosos Curti i Justí, afirmen que Alexandre va tenir un fill amb Cleofis. Els historiadors descarten aquesta idea com una invenció romàntica molt posterior. En referència als termes relativament generosos d'Alexandre, que van permetre a Cleofis conservar el seu estatus, Curti diu: "... alguns creien que aquest tracte indulgent s'atorgava més aviat als encants de la seva persona que a compadir-se de les seves desgràcies. En qualsevol cas, després va donar el naixement d'un fill que va rebre el nom d'Alexandre, fos qui fos el seu pare ... " Els escriptors anteriors, però, no fan referència a aquest fet.